# قلعه سردار افشار
این عمارت در زمان سلطنت ناصرالدین شاه قاجار توسط سردار (حسینعلی خان افشار) به سال ۱۲۸۱قمری احداث گردیده که بخش اولیه ساختمان با درب ورودی به حیاط بزرگ مفرش شده از سنگهای تراورتن راه دارد. ساختمان اربابی در دو بخش دو طبقه با ایوان و با ستونهای مدور آجری جلب نظر می‌نماید و در وسط حیاط یک حوض آب دایره‌ای شکل به عمق یک متر و به قطر حدوداً شش متر وجود دارد. مصالح بکار رفته در کار ساختمانی بنا با آجرهای چهارگوش و ملات گچ + آهک+خاک رس بوده که به طرز خیلی زیبا و چشمگیر بکار رفته است. از داخل عمارت اولیه دو راه خروجی یکی به اندرونی و دیگری به حیاط خلوت وجود دارد که ساختمان اندرونی حرمسرا یعنی زیستگاه بانوان مشهور بوده که خود شامل دو طبقه و یک حیاط بزرگ با حوض آب مستطیل شکل می‌باشد و از حیاط حرمسرا می‌توان به عمارت اندرونی که در دو طبقه بوده رسید. در پشت حیاط خلوت بخش قوشخانه مشاهده می‌گردد که محل نگهداری کبوتران کوهی و اهلی که شامل ۳۶۰ لانه کبوتر می‌باشدسازنده این اثر به یاد ماندنی جناب آقای علیجان زوار تکانتپه می‌باشد. ایشان بزرگ‌ترین معمار تکاب بوده. او در زمان قدیم بدون امکانات سازه‌های حیرت‌انگیزی می‌ساخته زمانی کبوترخانه بزرگ‌ترین محل تولید کود تکاب بوده. چون طوری ساخته شده که از مدفوع کبوترها استفاده شود.